# Angèle Manteau
Angèle Georgette Ghislaine barones Manteau (Dinant, 24 januari 1911 - Aalst, 20 april 2008) was een Belgische uitgeefster.
Manteau werd geboren in Dinant als dochter van een textielfabrikant. Hoewel haar vader in Lille geboren werd en vaak foutief voor een Fransman gehouden wordt, is zowel haar vaders- als moedersfamilie afkomstig uit de streek van Templeuve en Popuelles. Ze studeerde eind jaren twintig enige tijd scheikunde aan de Université libre de Bruxelles. Tijdens haar studentenjaren verbleef ze op kamers bij het Nederlandse echtpaar Jan Greshoff en Aty Brunt, waar ze Nederlands leerde en vertrouwd raakte met de Nederlandstalige letteren. Na anderhalf jaar secretaressewerk te hebben opgeknapt voor de toen in Brussel gevestigde Maastrichtse drukker-uitgever Alexander Stols begon Angèle Manteau in 1932 een eigen importboekhandel. Zes jaar later kon ze haar inmiddels florerende zaak uitbreiden met een uitgeverijafdeling dankzij de financiële steun van de Nederlandse uitgever Robbert Leopold. 
Van 1938 tot 1970 gaf de firma Manteau onder meer de volgende Vlaamse schrijvers uit: Johan Daisne, Louis Paul Boon, Hubert Lampo, Piet Van Aken, Hugo Claus, Jos Vandeloo, Ward Ruyslinck, Jef Geeraerts, Paul Snoek, Karel van de Woestijne, Herman Teirlinck, August Vermeylen, Dirk De Witte. Ze lanceerde in de jaren zestig de Nederlandse auteur Jeroen Brouwers, die sedert 1964 als secretaris en redacteur voor de uitgeverij werkzaam was. Eind 1970 verliet ze haar eigen uitgeverij en vertrok ze naar Elsevier in Amsterdam. De uitgeverij Manteau bleef wel bestaan en werd in de jaren zeventig en in de eerste helft van de jaren tachtig geleid door Julien Weverbergh, die destijds zelf nog door Angèle Manteau was aangeworven als redacteur van de paperbackreeks de Vijfde Meridiaan.
In 1986 werd Angèle Manteau lid van de orde van Oranje-Nassau en in hetzelfde jaar werd ze door koning Boudewijn in de adelstand verheven. 
In 1998 zorgde de gewezen uitgeefster, op zevenentachtigjarige leeftijd, voor opschudding door een deel van haar persoonlijke literaire archief over te dragen aan de Koninklijke Bibliotheek in Den Haag. Een deel werd later alsnog gedeponeerd in het AMVC-Letterenhuis (Antwerpen), waar het bedrijfsarchief van de uitgeverij Manteau zich bevindt. Manteau komt voor in de polemische geschriften van Jeroen Brouwers.
Angèle Manteau overleed op 20 april 2008 op 97-jarige leeftijd in een ziekenhuis in Aalst.

## Publicatie
- Ja, maar mevrouw, deze schrijven Nederlands - Een uitgeefster aan het woord over het boekenvak (in samenwerking met Roger H. Schoemans), Standaard Uitgeverij (Antwerpen, 2000). ISBN 90-02-20996-7

- Bibliothèque nationale de France: cb150782463 (data)
- Biografisch Portaal: 72840819
- Digitale Bibliotheek voor de Nederlandse Letteren: mant001
- Gemeinsame Normdatei: 119135140
- International Standard Name Identifier: 0000 0001 1468 777X
- Library of Congress Control Number: n85040095
- Nederlandse Thesaurus van Auteursnamen: 068280904
- Système universitaire de documentation: 122524837
- Virtual International Authority File: 191060196
- WorldCat: E39PBJmDhthXxdmpKHxpK4jXBP